# 外屏增十五
外屏增十五，即双鱼座112（112 Psc）是双鱼座的一颗恒星，视星等为+5.88，距离地球约109光年。